# Кужугет Шойгу
Кужугет Серейович Шойгу (тув. Күжүгет Серээ оглу Шойгу; (24 вересня 1921 , Kara-Khold, Тувинська Народна Республіка  — 1 грудня 2010 , Москва ) — радянський партійний і державний діяч, секретар Тувинського обкому КПРС, перший заступник голови Ради міністрів Тувинської АРСР, протягом шести років редактор республіканської громадсько-політичної газети «Шин» тувинською мовою.

## Життєпис
Кужугет Серійович Шойгу народився 24 вересня 1921 року в Народній Республіці Танну-Тува, через місяць після з'їзду народу Туви, який оголосив у серпні 1921 року про створення незалежної держави в центрі Азії — Танну-Тива. При народженні Шойгу було особистим ім'ям, а Кужугет — прізвищем, але при видачі паспорта був записаний навпаки, під прізвищем Шойгу.
У радянський період Кужугет Шойгу був членом КПРС, обіймав посаду секретаря Тувинського обкому КПРС.
У 1980-ті роки працював на посаді заступника голови Ради міністрів Тувинської АРСР.
У 1990-ті роки Кужугет Шойгу став відомим на загальноросійському рівні після того, як його син Сергій Кужугетович Шойгу зайняв посаду міністра надзвичайних ситуацій Російської Федерації.
Помер після тривалої хвороби 1 грудня 2010 року. Похований поруч із дружиною на Троєкурівському цвинтарі в Москві.

## Родина
- Кужугет Калін-оол Серейович (1936—2022) — брат.
- Олександра Яківна Кудрявцева (Шойгу) (08.11.1924 — 12.11.2011) — дружина. Народилася в селі Яковлєво неподалік міста Орел. Звідти, незадовго до німецько-радянської війни, з сім'єю переїхала в Україну — у Кадіївку (у 1978—2016 роках — Стаханов) Луганської області. Зоотехнік, заслужений працівник сільського господарства Республіки Тува, до 1979 року — начальник планового відділу Міністерства сільського господарства республіки, неодноразово обиралася депутатом Верховної Ради Тувинської АРСР.
- Санаа Світлана Кужугетівна — старша донька від першого шлюбу;
- Шойгу Лариса Кужугетівна (1953—2021) — депутат Державної думи Росії п'ятого скликання — середня донька;
- Шойгу Сергій Кужугетович (нар. 1955) — російський державний діяч, міністр оборони Російської Федерації (з 2012 року) — син;
  - Шойгу Юлія Сергіївна (нар. 1977) — директорка Центру екстреної психологічної допомоги МНС Росії (з 2002 року) — онука, донька Сергія Шойгу;
  - Шойгу Ксенія Сергіївна (нар. 1991) — президент Федерації тріатлону Росії (з 2020 року) — онука, донька Сергія Шойгу.
- Захарова Ірина Кужугетівна (нар. 1960) — молодша донька, лікарка.

## Нагороди
- Орден Трудового Червоного Прапора (1976);
- Три ордени «Знак Пошани» (1962, 1966, 1971);
- Орден Республіки Тива (2007) — за багаторічну та плідну роботу на різних ділянках виробничої, господарської, партійної, наукової та культурної діяльності ;
- Медаль «За доблесну працю на ознаменування 100-річчя від дня народження В. І. Леніна» (1970);
- Медаль «За освоєння цілинних земель» (1957);
- Медаль Республіки Тива «За доблесну працю» (2001);
- інші медалі.

## Праці
- «Перо чорного грифа» (2001)
- «Танну-Тива. Країна озер та блакитних річок» (2004)